# John C. Pemberton
John Clifford Pemberton, född 10 augusti 1814 i Philadelphia, Pennsylvania, död 13 juli 1881 i Penllyn, Pennsylvania, var en general i sydstatsarmén under det amerikanska inbördeskriget.